# طريق الواحات

هو الطريق الرابط بين القاهرة الكبرى والواحات البحرية ثم وصولاً إلى واحة الفرافرة بمحافظة الوادي الجديد بطول يصل إلى 565 كم . و يبدأ الطريق من تقاطعه مع طريق القاهرة الفيوم الصحراوي تحديداً

## أهمية
ترجع أهمية هذا الطريق إلى أنه يخدم حركة أكثر من 150 ألف سائح سنويا كما يخدم نقل الركاب وخام الحديد ونقل المنتجات الزراعية من الواحات البحرية والوادي الجديد والعوينات .

## التاريخ
بدأ العمل في رصف هذا الطريق عام 1970 لخدمة مناجم الحديد في المقام الأول ثم الأهالي بعد ذلك وتم الانتهاء من إنشائه في عام 1975 واستخدمت في إنشائه إمكانات مادية وفنية قليلة وهو ما أدى إلى زيادة طوله من 300 كم إلى 360 كم وذلك لتفادي الصخور والكثبان الرملية وفي عام 1990 تم ربط هذا الطريق بالفرافرة بطول 200كم .

## مشكلات ومخاطر
يطلق بعض مرتادي طريق القاهرة الواحات عليه طريق الموت لكثرة حوادثه القاتلة التي تودي بحياة المئات سنويا من الركاب وترجع أهم أسباب كثرة حوادثه لإنه ذو اتجاه واحد مع كثرة الانحناءات والمطالع والمنازل مع وجود أكثر من 20 كيلو مترا بدون رصف منذ عام 2008 تركها المقاول المكلف بإعادة الرصف بحجة أنه لم يحصل على مستحقاته من الحكومة، ومع وقوع كل حادثة ترتفع الأصوات المطالبة بازدواج الطريق لكن لارتفاع تكلفة هذا الازدواج حيث يصل إلى 350 مليون جنيه قامت الحكومة بحل جزئي وهو إضافة مترين لعرض الطريق لكن الحل لم يفلح في الحد من الحوادث .